# Old Ideas
Old Ideas är ett musikalbum av Leonard Cohen lanserat 31 januari 2012 på Columbia Records. Det är hans tolfte studioalbum och det släpptes 8 år efter hans senaste, Dear Heather. Albumet blev en framgång både bland musikkritiker och skivköpare. I USA fick han med skivan sin högsta listplacering på albumlistan någonsin. Skivan fick ett blandat mottagande i Sverige när den kom ut, med ett snitt på 3,7/5 baserat på 22 recensioner. 
Låten "Going Home" kom 2014 i en cover-version med Marianne Faithfull på albumet Give My Love to London.

## Låtlista
1. "Going Home" (Leonard Cohen/Patrick Leonard) – 3:51
2. "Amen" – 7:36
3. "Show Me the Place" (Cohen/Leonard) – 4:09
4. "Darkness" – 4:30
5. "Anyhow" (Cohen/Leonard) – 3:09
6. "Crazy to Love You" (Cohen/Anjani Thomas) – 3:06
7. "Come Healing" (Cohen/Leonard) – 2:53
8. "Banjo" – 3:23
9. "Lullaby" – 4:46
10. "Different Sides" – 4:06

- Samtliga låtar skrivna av Leonard Cohen, om annat inte anges.

## Medverkande
Musiker
- Leonard Cohen – sång, arrangering, programmering, gitarr
- Patrick Leonard – programmering
- Ed Sanders – sång, gitarr
- Sharon Robinson – sång, syntbas
- The Webb Sisters – sång
- Dana Glover – sång
- Jennifer Warnes – bakgrundssång
- Roscoe Beck – elektrisk basgitarr, akustisk basgitarr
- Rafael Bernardo Gayol – trummor
- Neil Larsen – Hammond B3, piano, syntbas, percussion, kornett
- Robert Korda – violin
- Chris Wabich – trummor
- Jordan Charnofsky – gitarr
- Bela Santeli – violin
- Dino Soldo – bleckblåsinstrument

Produktion
- Ed Sanders – musikproducent, ljudtekniker, ljudmix
- Patrick Leonard – musikproducent, ljudtekniker, ljudmix
- Mark Vreeken – assisterande musikproducent, ljudtekniker, ljudmix
- Dino Soldo – assisterande musikproducent, ljudtekniker, ljudmix
- Neil Larsen – ljudtekniker, ljudmix
- Jesse String – ljudtekniker
- Leanne Ungar – ljudtekniker
- Doug Sax – mastering
- Robert Hadley – mastering
- Leonard Cohen – omslagsdesign, omslagskonst
- Michael Petit – omslag

## Listplaceringar
- Billboard 200, USA: #3[2]
- UK Albums Chart, Storbritannien: #2[3]
- Australien: #2[4]
- Nederländerna: #1[5]
- Finland: #1[6]
- VG-lista, Norge: #1[7]
- Sverigetopplistan: #2[8]